# Tribschen

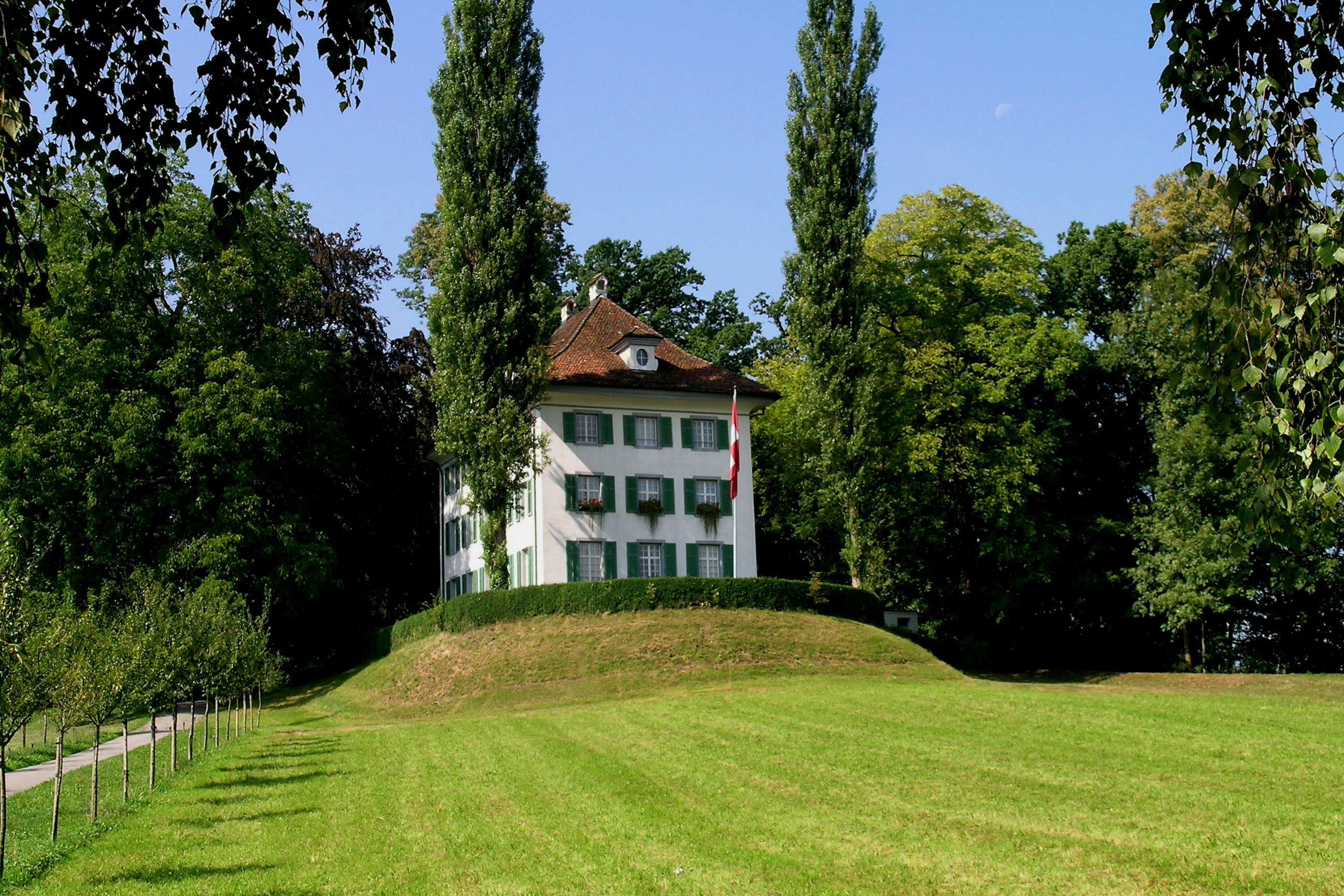
Wagners Haus in Tribschen

Tribschen ist eine kleine Landzunge im Vierwaldstättersee in der Schweizer Stadt Luzern im Quartier Tribschen-Langensand. Es befinden sich eine Schule, ein Strandbad und mehrere Sportanlagen auf Tribschen. Berühmt ist diese vor allem für das Landhaus, in dem Richard Wagner wohnte und sich heute ein Museum befindet.

## Landhaus Tribschen
Das würfelförmige Herrenhaus wurde bereits im Spätmittelalter gebaut und zuerst von den «Herren zu Tripschen» bewohnt. Im Jahr 1623 entstand die Grundform des Gebäudes. Um 1800 wurde es von der Luzerner Patrizierfamilie «am Rhyn» erworben und in die heutige Form umgebaut. In den Jahren 1866 bis 1872 entstand für die Pfauen von Cosima Wagner ein Pfauenhaus. Wahrscheinlich entstand das zum Landsitz gehörige Bootshaus Anfangs des 20. Jahrhunderts. 1931 erwarb die Stadt Luzern das Gebäude mit dem 30'000 m2 umfassenden Park. Zwei Jahre später wurde das Richard-Wagner-Museum gegründet.
Das Landhaus befindet sich mit dem Pfauen- und dem Bootshaus auf der Liste der Kulturgüter in Luzern als national bedeutend.

## Wagners Asyl im Landhaus

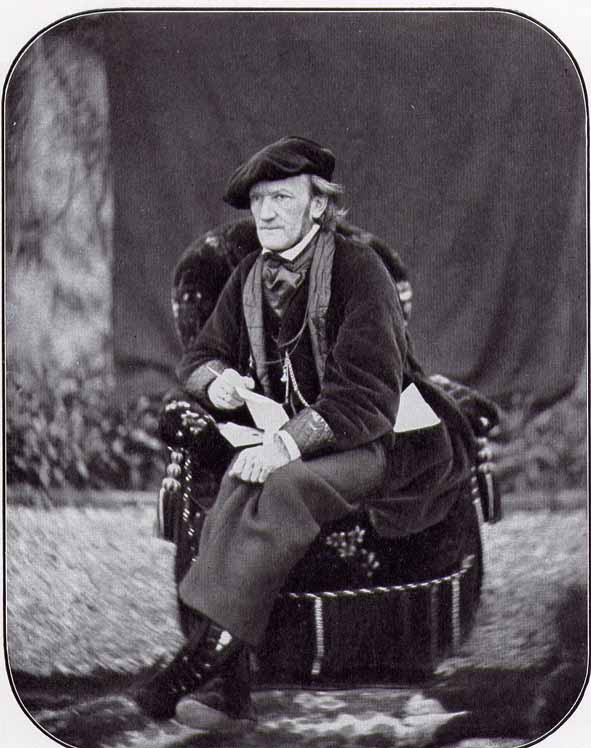
Richard Wagner (um 1868)

Nach unsteten Reisejahren wurde das Haus das «Asyl» Richard Wagners, in dem er vorerst zur Ruhe kam. Oberst Walter Ludwig am Rhyn-Schumacher vermietete den Landsitz von 1866 bis 1872 an Richard Wagner. Ehrenhalber verlieh ihm am Rhyn ein Diplom, das dem Meister das Recht erteilte, fortan das Wappen der ausgestorbenen Familie Tribschen zu führen. Wagner liess es im Haus Wahnfried anbringen. Er wohnte in Tribschen gemeinsam mit Cosima und ihren Kindern. Hier vollendete er die Komposition der Meistersinger von Nürnberg und arbeitete weiter an seinem Ring des Nibelungen. Die Tochter des Eigentümers des Landhauses, Angelique am Rhyn, gibt in ihren Erinnerungen einen Einblick in das Leben Wagners und zeichnet ein amüsantes Bild des «Mieters» in Tribschen:

«In seinem gewohnten Hausanzug stand Wagner vor meinem Vater: klein von Statur, geistvoll, beweglich, mit ausdrucksvollen blauen Augen, sich stark näselnd des sächsischen Dialektes bedienend, der meinen schweizerischen Ohren ungemein komisch tönte. Er trug Schnallenschuhe, helle, seidene Strümpfe, Kniehosen; eine gestickte Brokatweste mit Spitzenjabot hing ihm lose um die Schultern, ein schwarzes Samtbarett bedeckte seinen markanten Kopf. An seiner Seite saß Cosima, die groß gewachsene, graziöse, schlanke Frau, in einem weißen gestickten Tüllkleid. Ihre vollen dunkelblonden Haare fielen über ihre Schultern; ihr schönes Lächeln und die blauen, süßen, oft träumerisch blickenden Augen gewannen ihr alle Herzen im Sturm. Der ‹Herr›, wie er von der Luzerner Bevölkerung gewöhnlich genannt wurde, befand sich oft in Geldverlegenheiten und war auch nur selten in der Lage, den Mietzins für Tribschen pünktlich zu bezahlen. Blieb er zu lange säumig, so konnte es geschehen, dass sich mein Vater selbst in dessen Wohnung begab, um sich schonend nach dem Stand der Wagnerschen Finanzen zu erkundigen. War der Komponist gerade guter Laune, bewirtete er seinen ‹Lehensherrn› – wie er meinen Vater nannte – jeweils fürstlich, um ihn über den ausstehenden Mietzins zu trösten. Drückte aber der Geldmangel allzu sehr, so zeigte sich Wagner nicht und ließ einfach ausrichten, er halte jetzt keine ‹Sprechstunde›. Begabt mit großem schauspielerischem Talent, konnte er eine ihm zusagende Gesellschaft oft stundenlang mit geistvollen und witzigen Gesprächen unterhalten, duldete aber selten eine Widerrede. Zur Bekräftigung seiner Ausführungen, die, auch in einer Fremdsprache geboten, immer anschaulich und bildreich waren, vollführte er manchmal mit seinen Händen, Armen oder mit dem ganzen Körper einprägsame, fast rhythmische Bewegungen, die sich oft bis zu den gewagtesten Sprüngen steigerten.»

## Friedrich Nietzsche in Tribschen
Nach seiner Berufung zum Professor nach Basel kam der junge Friedrich Nietzsche am 17. Mai 1869 erstmals nach Tribschen und freundete sich mit den Wagners an. Für diesen frühen Nietzsche war Wagner ein «Abbild» des grossen Aischylos. Nietzsche schrieb an seinen Freund Erwin Rohde:

«[…] dazu habe ich einen Menschen gefunden, der wie kein anderer das Bild dessen, was Schopenhauer ‚das Genie‘ nennt, mir offenbart und der ganz durchgedrungen ist von jener wundersamen innigen Philosophie. Dies ist kein anderer als Richard Wagner, über den Du kein Urteil glauben darfst, das sich in der Presse, in den Schriften der Musikgelehrten usw. findet. Niemand kennt ihn und kann ihn beurteilen, weil alle Welt auf einem anderen Fundament steht und in seiner Atmosphäre nicht heimisch ist. In ihm herrscht so unbedingte Idealität, eine solche tiefe und rührende Menschlichkeit, ein solcher erhabener Lebensernst, dass ich mich in seiner Nähe wie in der Nähe des Göttlichen fühle.»

Nietzsche besuchte die Wagners über 20 Mal in Tribschen, bewohnte ein eigenes Gästezimmer und verliebte sich wohl in Cosima, die er später als seine «heimlich geliebte Ariadne» bezeichnete. Später, als er in verschiedenen Schriften bilanzierte (z. B. Nietzsche contra Wagner), bezeichnete er seine Zeit in Tribschen als seine allerglücklichste.

## «Siegfried-Idyll»
In Tribschen wurden Wagners Kinder Eva und Siegfried geboren. Für Cosimas 33. Geburtstag schrieb Wagner zur Erinnerung an die Geburt seines einzigen Sohnes heimlich das Siegfried-Idyll und liess es am 25. Dezember 1870 in Tribschen mit einem kleinen Kammerorchester (u. a. Richter, Ruhoff, Rauchenecker und Kahl) aufführen. Cosima Wagner notierte in ihrem Tagebuch:

«Wie ich aufwachte, vernahm mein Ohr einen Klang, immer voller schwoll er an, nicht mehr im Traum durfte ich mich wähnen, Musik erschallte, und welche Musik! Als sie verklungen, trat R. mit den fünf Kindern zu mir ein und überreichte mir die Partitur des ‹Symphonischen Geburtstagsgrußes›, in Tränen war ich, aber auch das ganze Haus. Auf der Treppe hatte R. sein Orchester gestellt und so unser Tribschen auf ewig geweiht! Die ‹Tribscher Idylle› so heißt das Werk. […] Nach dem Frühstück stellte das Orchester sich wieder ein, und in der unteren Wohnung ertönte nun die Idylle wieder, zu unserer aller Erschütterung; darauf Lohengrin’s Brautzug, das Septett von Beethoven, und zum Schluss noch einmal die nie genug Gehörte! Nun begriff ich R.’s heimliches Arbeiten, nun auch des guten Richter’s Trompete (er schmetterte das Siegfried-Thema prachtvoll und hatte eigens dazu Trompete gelernt).»

Im Jahre 1938 fand vor dem Haus unter der Leitung von Arturo Toscanini der Auftakt zu den Luzerner Musikfestwochen statt. Vor 1200 Zuhörern stand unter anderem das Siegfried-Idyll auf dem Programm. Seit 1956 besteht die Schweizerische Richard-Wagner-Gesellschaft. Auch im Gedenkjahr 1983 (Wagner starb 1883) fand im Beisein der Wagner-Enkelinnen eine Matinee mit Werken und Texten Richard Wagners statt.